# Andreas Petri Normolander (1599–1657)
Andreas Petri Normolander, född 1599 i Normlösa socken, död 2 juli 1657 i Högby socken, var en svensk präst, kyrkoherde och riksdagsman. Normolanders barn tog namnet Celsing, vars släkt sedermera adlats och bland annat ägt flera gods i Södermanland.

## Biografi
Andreas Petri Normolander föddes 1599 i Normlösa socken. Han var son till bonden Peter Jonsson och Anna Ragvaldsdotter. Normolander prästvigdes 6 oktober 1618 och blev 1628 komminister i Sankt Olofs församling, Norrköping. 1639 blev Normolander kyrkoherde i Högby församling. Han var 1649 riksdagsman. Normolander avled 2 juli 1657 i Högby socken.

### Familj
Normolander gifte sig med Elisabet Danielsdotter Törner (död 1660). Deras barnen antog namnet Celsing.
- Samuel Celsing (1634–1693), kyrkoherde i Skeppsås församling.
- Peter Celsing (1638-1701), sterbhuskamrerare i Stockholm.
- Christina Celsing, gift första gången med kyrkoherde Vibernus Haquini Pictorius i Högby socken och andra gången med kyrkoherden Benedictus Laurbecchius (död 1709) i Högby socken.
- Elisabet Celsing (född 1643), gifte sig med kyrkoherden Joannes Petri Vadstenensis (död 1643) i Väderstads socken.